# Михаило Катанић
Михаило Катанић (Бечањ, 8. априла 1840 — Београд, 28. априла 1887) био је српски мајор, учесник српско-турских ратова (1876—1878) и српско-бугарског рата (1885). Нарочито се истакао у борби за Нешков вис (код Пирота) 1885. године. Тај подвиг високо је оцењен у српској и бугарској војсци, а нарочито од стране бугарског кнеза Батенберга.

## Биографија
Рођен је 8. априла 1840. године у селу Бечњу у округу рудничком. Отац му се звао Јоца, а мајка Обренија. Основну школу завршио је у Бресници, а три разреда гимназије у Београду. У војску је ступио као добровољац 19. септембра 1858. године. Каплар је постао 15. новембра 1859, поднаредник 4. фебруара 1861, наредник 27. фебруара 1862, потпоручник 27. маја 1864, поручник 1. јануара 1873, а капетан 2. класе 10. октобра 1876. г.
Узео је учешће у ратовима за ослобођење и независност 1876. године. Одликовао се у биткама на Глоговичком и Прћиловичком вису. Од 20. августа до 18. октобра провео је на мостобрану код Алексинца под топовском ватром.
Године 1877. учествовао је у биткама на Горици, при ослобођењу Ниша; на Грдилици, Копашници и на Врањи.
Одликован је 31. августа 1876. године капетанским чином за показану храброст на Глоговичком вису; за битку на Горици (5. јануара 1878) Таковским крстом 5. реда; а за битке на Грдилици, Копашници и на Врањи, Таковским крстом 4. реда, Златном колајном за храброст, и Крстом св. Станислава 3. реда 31. јула 1878. г.
У рату са Бугарима Катанић је, као командант 2. батаљона 11. пешадијског активног пука, узео учешће у бојевима на селу Врапцу (3. новембар 1885); на Сливници (7. новембар 1885); и на Нешковом вису, где се по причању очевидаца одликовао беспримерном храброшћу и јединственим пожртвовањем.
После победе код Сливнице, Бугари су незадрживо надирали према Пироту. Дана 12. новембра Бугари заузимају Нешков Вис који је владао Пиротском котлином. На Нешков вис српска војска је поставила један пук, али без артиљерије. Када су Бугари насрнули на тај пук, четири дивизије, прикупљене на граници, оставиле су га да се сам брани. Нешков вис је пао, али његова одбрана упамћена је као најлепши пример личног јунаштва који је српска војска дала у бугарском рату. Пошто се посада већ повукла, капетан Катанић остао је сам са својим батаљоном да се и даље бори.
Према излагању Хунгебилера, видевши да ће да непријатељ да отме заставу, капетан Катанић ју је зграбио и лично бранио. Бранећи заставу, убио је неколико Бугара из свог револвера. Када је и сам пао рањен, био је толико при себи да је заставу предао једном подофициру, који ју је спасао.
Према излагању пуковника Мике Марковића, капетан Катанић је приликом гушања са бугарским војницима задобио пет рана, од којих две пушчане и три бајонетске. Тако изрешетан он је пао непријатељу у руке.
Хунгебилер спомиње укупно пет ранâ, од којих две пушчане и три бајонетске.
Код Бендерева стоји да је Катанић прво бацио заставу иза себе у провалију, где ју је један српски војник подигао и спасао, а да је потом услед тешких рана и у немогућности да се брани пао опкољен Бугарима.
Према излагању Спиридона Гопчевића, пошто су га Бугари заробили Катанића кренули су да га злостављају, наневши му притом још један устрел у груди и четири бајонетска убода. Како преноси исти, бугарском команданту није пало ни на ум да казни бугарске војнике који су то учинили.
Марковић сведочи да се ни у једном рапорту, ни у једној од релација коју је он могао видети, да нигде није нашао ниједне једине речи о Катанићевом случају. Међутим, како истиче исти, у бугарским изворима се овај помиње као редак пример српског јунаштва.
Према писању листа Нова уставност (у броју од 5. маја), десило се да је приликом Катанићеве борбе с Бугарима присуствовао сâм бугарски кнез Батенберг.
Када је Батемберг видео да је Михаило већ пао, он пошаље једног свог ордонанса (који је ово причао) и једног официра да спасу Михаила. Кад су ови официри дошли на место где је Михаило пао, нашли су четири бугарска војника у крви огрезла, које је Михаило из револвера поубијао, али су га остали војници савладали, свукли му хаљине (чак и чизме) и кундачки га грозно ударали. Бугарски војници узму га онако боса више полумртва и обезнањена и одвуку га по снегу у Цариброд. Чим су га тамо довели, пошто је Батемберг са Каравеловим хтео да га види. Батемберг одреди нарочитог лекара који ће рањеног јунака лечити. Намеравало се да га одмах пренесу у Софију, али због тешких рана, то беше могуће тек после два дана. Трећи дан пошто су однели Михаила у Софију (дакле пет дана после борбе), дошао је Михаило нешто мало к себи и почео говорити.
Глас о Михаиловом јунаштву допро је и до Софије, и кад су рањеног официра однели у бугарску престоницу, долазили су Бугари као на чудо да га виде. У Софији предат је Михаило доктору Ванкову на лечење, који се својски заузимаше да спасе живот одличном војнику. По повратку Батемберга у Софију, прича Ванков, кад је доцније дошао у Београд, да му је Батемберг једном приликом рекао: ‘Гледајте да спасете живот овом храбром официру, јер то је редак јунак’. За време свог бављења у Софији, Михаило је примао посете и понуде из првих софијских фамилија, а нарочиту бригу водили су о њему Никола Сукнаров и његова жена.
Још док је био у заробљеништву, за храбро држање у бојевима, 6. децембра 1885. године произведен је у чин пешадијског мајора.
По повратку из заробљеништва, Катанић је постао командант окружне ваљевске војске, али су га тада ране и болест савладале. У априлу је почео да пљује крв, јер су његова плућа била изрешетана танетима и прободена бајонетима, а читаво тело угрувано кундацима.
О Ђурђевдан 1887. године дошао је у Београд да потражи лека у својој болести. Међутим, ту је умро у кући свог стрица, генерала Марка Катанића. То се збило 28. априла 1887. године у уторак у 2½ сата после подне. Сахрањен је на Новом гробљу.

## Херој међу „бабама“
Игром случаја, пет дана пре Катанића (23. априла 1887) умрла је једна старија (у 83-ој години) жена Фране Франасовић. Иако није имала никаквих политичких и патриотских заслуга, она је испраћена са свим почастима као мајка пуковника Драгутина Франасовића, који је у државној администрацији заузимао високо место и био љубимац краља Милана. Краљев љубимац је постао 1882. године приликом Илкиног атентата, када је спречио Илку Марковић да по други пут пуца на краља. Истог дана краљ га је уздигао у пуковнички чин, а 1885. године и за министра војног. Иначе, неуспех у српко-бугарском рату био је не само краљев, него и његов. Због тога је, како оцењује Драгољуб Влатковић, величање мајора Катанића погађало и њега. Следствено томе, краљ Милан је имао пуно разлога да са својом свитом и дворском камарилом присуствује погребу мајке Франасовића. Револтиран што иста част није указана прослављеном јунаку из српско-бугарског рата, Нушић је у једном свом необјављеном рукопису написао:
Данас је била пратња мајке генерала Франасовића, католикиње. Слегло се све чиновништво, цео официрски кор и све што носи капут у Београду. Био је и сам краљ. Нисам имао ништа против тога.
Али је сутрадан била пратња капетана Катанића, једног официра који је спасао част српској војсци у фаталноме и братоубилачком рату са Бугарима. Умро је од силних рана, после свих почасти које му је кнез бугарски Батемберг, као заробљенику указао. Краљ Милан, чак доцније тако рече, није знао да му је пратња. То ме је наљутило и тада сам написао песму упоредивши обе ове пратње.
Песма "Погреб два раба" која опева смрт, (рабъ је црквенословенска реч и значи слуга, у свим православним чинодејствима човек се помиње као слуга Божији, рабъ Божии). Један од та два раба је био мајор Катанић, који је у то време толико био популаран да га чак и Стеван Сремац помиње у својим делима као синоним и симбол херојства. Према речима Влатковића, песма "Погреб два раба" има своју предисторију и своју накнадну историју. Она је најпре испевана у облику новинског извештаја "Са тркалишта" објављеног у листу Нови београдски дневник 1. маја 1887. г.
Без увода, да вам јавим три ствари: јуче сам гледао спровод пок. Катанића мајора. То је онај јунак који је осветлао образ целој српској војсци у српско-бугарском рату. За таквог јунака, ја се надах биће спровод особити. Но, не би ништа. Пратило га је неколико официра до гроба, а војска и банда зауставише се на Тркалишту код холеричних барака и ту му одаше последњу почаст; а спровод оде ћутећки и без банде и без војске. Ово је доиста лепо одавање почасти, а још ових дана испраћаше и банда до самог гроба чак и ниже чинове. Какви су то рачуни, не знам; само жалосно да се овакав човек на овакав начин сарањује.
Ономад саранише једну бабу. По швапском попу видех да је или католичка или протестантска. Која је то баба, не знам; рекоше да је мати Франасовића. На њеној пратњи били су ваљда сви генерали, много официра и мора бити сви министри. И сви је испратише до гроба. Јуче, на пратњи једног јунака српског, каквих је мало, не беше ни једног генерала и само неколико официра. Можда су ишли до цркве; али су бабу пратили до гроба. А где су беседе на гробу? А где је пример војсци и официрима. На мајалосу, било би ваљда друкче?
Како оцењује Влатковић, зато што се у допису не спомиње краљ, иако се зна да је био на пратњи мајци Франасовића, против творца овог кратког извештаја није се ништа предузело. Међутим, када се у истом листу појавила и песма и то од истог аутора, употребљени су сви краљевски прерогативи и законске могућности да се писац казни. Нушић поручује у младим нараштајима у песми следеће:
Српска децо што множити знате

Из овога поуку имате:

У Србији прилике су таке

Бабе славе, презиру јунаке

Зато и ви не мучите се џабе

Српска децо постаните бабе.